# Vittorio Bellini
Vittorio Bellini (Firenze, 1798 – 1860) è stato un architetto italiano.

## Biografia
Vittorio Bellini nacque a Firenze nel 1798 e qui studiò all'Accademia di belle arti. Nel 1817 vinse un premio per la copia in architettura.
Nel 1828 iniziò la sua attività nella città di Firenze, dove aveva sede il suo studio, in Borgo Albizi, occupandosi della ricostruzione del teatro Alfieri. Nel 1831 progettò e realizzò palazzo Galletti in via Sant'Egidio; negli anni 1840-1841 lavorò, invece, alla ricostruzione del teatro del Giglio, e al progetto e realizzazione, insieme al genero Antonio Catelani, di palazzo Malenchini Alberti.
Operò anche ad Arezzo dove, nel 1840-1841, si occupò del teatro cittadino.
Nel 1851 ottenne risposta negativa alla sua richiesta di diventare architetto dell'Accademia degli Immobili di Firenze. Morì nel 1860.

## Archivio
Il fondo Bellini è conservato presso la Fondazione Accademia di belle arti Pietro Vannucci di Perugia, e copre un periodo che va dal 1819 al 1860. È composto da 164 disegni raccolti in due album; il primo contiene anche quattordici carte che descrivono il contenuto degli album, un manoscritto di sei carte e una notificazione a stampa riguardante la macchina per i fuochi d'artificio.